# Raúl Gordillo
Raúl Eduardo Gordillo Barrionuevo (14 de septiembre de 1974, San Fernando del Valle de Catamarca) es un exfutbolista argentino. Jugaba de mediocampista central y su primer equipo fue el Club Atlético Rosario Central, de la Primera División de Argentina. Además de jugar en el fútbol argentino, lo hizo también en equipos de México y de Arabia Saudita.

## Trayectoria
El mediocampista nació el 14 de septiembre de 1974 en San Fernando del Valle de Catamarca. Comenzó a jugar en las divisiones inferiores del Rosario Central donde ganó la Copa Conmebol, siguiendo luego por América de México, con préstamo con Colón , y por Necaxa, Atlante y Veracruz  del país azteca. Volvió a Argentina con Banfield, Arsenal, Tiro Federal, Belgrano, hasta recalar en Huracán y se retiró del fútbol e integró el cuerpo técnico que comando Claudio Ubeda, ocupando el rol de ayudante de campo.
Durante su recorrido también se destaca la convocatoria a la Selección Argentina Sub-23.
Sobre fines de mayo de 2019 (luego de ser ayudante de campo de Antonio Mohamed en Huracán) fue oficializado como el nuevo mánager de Rosario Central, en reemplazo de Mauro Cettocargo del que fue responsable por tres años y medio.
Es popularmente conocido como un "talismán" ya que logró tres ascensos en tres años seguidos con tres clubes seguidos: Tiro Federal, Belgrano y Huracán -anotando un gol clave de tiro libre para garantizar el triunfo del "globo" en el partido definitorio-. También, fue parte esencial del ascenso a Primera División de Veracruz.

### Clubes
| Club            | País           | Año           | Partidos | Goles | Media |
| --------------- | -------------- | ------------- | -------- | ----- | ----- |
| Rosario Central | Argentina      | 1993 - 1996   | 55       | 2     | 0.04  |
| Club América    | México         | 1996          | 14       | 0     | 0     |
| Colón           | Argentina      | 1997 - 1998   | 42       | 6     | 0.14  |
| Club Necaxa     | México         | 1998          | 12       | 1     | 0.08  |
| Atlante F.C.    | México         | 1999          | 32       | 4     | 0.13  |
| Rosario Central | Argentina      | 2000          | 10       | 1     | 0.1   |
| Al-Ahli         | Arabia Saudita | 2000 - 2001   | 35       | 4     | 0.11  |
| Veracruz        | México         | 2001 - 2002   | 13       | 1     | 0.08  |
| C.A. Banfield   | Argentina      | 2002 - 2003   | 13       | 1     | 0.08  |
| Arsenal F.C.    | Argentina      | 2003 - 2004   | 18       | 1     | 0.06  |
| Tiro Federal    | Argentina      | 2004 - 2005   | 26       | 3     | 0.12  |
| C.A. Belgrano   | Argentina      | 2005 - 2007   | 49       | 2     | 0.04  |
| C.A. Huracán    | Argentina      | 2007 - 2008   | 22       | 1     | 0.05  |
| Total carrera   | Total carrera  | Total carrera | 341      | 27    | 0.08  |

## Títulos

### Campeonatos nacionales
| Título                     | Club     | País   | Año  |
| -------------------------- | -------- | ------ | ---- |
| Primera División de México | Necaxa   | México | 1998 |
| Liga de Ascenso de México  | Veracruz | México | 2001 |

### Copas internacionales
| Título        | Club            | Año  |
| ------------- | --------------- | ---- |
| Copa Conmebol | Rosario Central | 1995 |